# اريك كراوتش
اريك كراوتش (بالإنجليزية: Eric Crouch) هو لاعب كرة قدم أمريكية ولاعب كرة القدم الكندية أمريكي، ولد في 16 نوفمبر 1978 في أوماها في الولايات المتحدة.

## وصلات خارجية
- اريك كراوتش على موقع JustSportsStats.com (الإنجليزية)
- اريك كراوتش على موقع إن إن دي بي (الإنجليزية)